# التقسيم الإداري في اليمن
التقسيم الإداري لليمن تقسم اليمن إلى تقسيمان رئيسيان هما (محافظة - مديرية)، وتبلغ عدد المحافظات 22 محافظة شاملة أمانة العاصمة صنعاء ومحافظة أرخبيل سقطرى، وتتكون المحافظة من عدة مديريات، ويبلغ عدد المديريات في اليمن 333 مديرية.
كانت اليمن قديماً تقسم إلى عدة مخاليف، وفي العهد العثماني، قسم العثمانيون اليمن إلى عدة «ألوية»، ويندرج تحت كل لواء عدد من الأقضية، وكان كل قضاء يشمل عدة مخاليف وفي عهد المملكة المتوكلية اليمنية دمجت بعض المخاليف في تقسيم جديد عرف بالنواحي، واستمر العمل بهذا التقسيم الإداري حتى بعد قيام ثورة 26 سبتمبر وقيام الجمهورية العربية اليمنية مع بعض التعديلات بين الحين والآخر.
بحسب مخرجات مؤتمر الحوار الوطني اليمني كان من المتوقع تقسيم اليمن في أواخر 2014 إلى ستة أقاليم وهي إقليم أزال وإقليم الجند وإقليم تهامة وإقليم حضرموت وإقليم سبأ وإقليم عدن.

## التقسيم الإداري

مخطط يوضح التقسيم الإداري في اليمن

- أولاً: التقسيمات الإدارية الرئيسية (حضر وريف):

1. المحافظة: هي الوحدة الإدارية ضمن التقسيم الإداري للجمهورية اليمنية، وتنقسم الجمهورية إلى (20) محافظة بالإضافة إلى أمانة العاصمة، وتتكون محافظات اليمن من عدد من المديريات يتفاوت عددها من محافظة إلى أخرى.[2]
2. المديرية: هي الوحدة الإدارية ضمن التقسيم الإداري للمحافظة. ويبلغ عدد مديريات اليمن 335 مديرية.
  - في حالة الريف: تتكون المديرية من مجموعة من العزل يتفاوت عددها من مديرية إلى أخرى.
  - في حالة الحضر: تتكون المديرية إما من مدينة صغيرة أو من مجموعة من الأحياء والحارات المتجاورة.

- ثانياً: التقسيمات الإدارية الفرعية في المدن:
  1. المدينة: هي عبارة عن مراكز المحافظات ومراكز المديريات بالإضافة إلى كل تجمع سكاني حضري يبلغ عدد سكانها (5000) نسمة أو أكثر وتتوفر فيها خدمة أو أكثر من الخدمات الأساسية.
  2. الحي: مسمى متعارف عليه محلياً ويتكون من مجموعة من الحارات المتجاورة التي يختلف عددها من حي إلى آخر ويحيط بالحي مجموعة من الشوارع التي تفصله عن بقية الاحياء الأخرى ويكون جزءاً من مدينة.
  3. الحارة: مسمى متعارف عليه محلياً تتكون من مجموعة من المباني المتجاورة ويحيط بالحارة مجموعة من الشوارع التي تفصلها عن بقية الحارات منعاً لتداخل حدود الحارات فيما بينها وتسهيل تحديد معالمها.
  4. الشارع /الطريق: هو كل ممر يؤدي إلى بعض أو كل مداخل المباني القائمة على جانبيه وقد يكون الطريق ميداناً أو شارعاً أو زقاقاً.
- ثالثاً: التقسيمات الإدارية الفرعية في الريف:
  1. العزلة: هي الوحدة الإدارية ضمن التقسيم الإداري للمديرية وتتكون العزلة من مجموعة من القرى والمحلات/التوابع، وقد تضم العزلة مدينة متوسطة الحجم ومجموعة من القرى والمحلات/التوابع.
  2. القرية: تجمع سكاني ثابت مستقر له مسمى متعارف عليه، شريطة ألاّ يكون مدينة أو تجمع بدو رحل (تجمع بدوي)، وللقرية اسم وحدود معينة تتضمن أراضيها الزراعية ومراعيها والمحلات (التوابع) إن وجدت.
  3. المحلة: تجمع سكاني ثابت مستقر يتبع أي قرية عندما ينطبق عليه حالة من الحالات التالية:
    1. أن تقع بالقرب من القرية ويكون الساكنون فيها من أبناء تلك القرية.
    2. أن تقع ضمن امتداد ممتلكات أهالي هذه القرية ولا يفصلها عنها حدود إدارية أو ممتلكات أهالي قرية أخرى.
    3. يجب مراعاة توفر الشرطين السابقين في تبعية المحلة التابعة للقرية في كل الظروف.

## المحافظات والمديريات
تتكون اليمن من 22 محافظة:
| المحافظة            | المركز   | المساحة (كم2) | عدد السكان (نسمة) إسقاط 2022 | عدد المديريات | عدد العزل | عدد المدن (مراكز مديريات ومدن ثانوية) |
| ------------------- | -------- | ------------- | ---------------------------- | ------------- | --------- | ------------------------------------- |
| أمانة العاصمة       | صنعاء    | 126           | 3,979,000                    | 10            | 3         | 1                                     |
| محافظة عدن          | عدن      | 1,114         | 1,083,000                    | 8             | 0         | 0                                     |
| محافظة عمران        | عمران    | 9,587         | 1,102,000                    | 20            | 127       | 15                                    |
| محافظة البيضاء      | البيضاء  | 11,193        | 830,000                      | 20            | 109       | 9                                     |
| محافظة الحديدة      | الحديدة  | 17,509        | 3,654,000                    | 26            | 135       | 29                                    |
| محافظة الجوف        | الحزم    | 30,620        | 645,000                      | 12            | 48        | 11                                    |
| محافظة المحويت      | المحويت  | 2,858         | 781,000                      | 9             | 114       | 5                                     |
| محافظة ذمار         | ذمار     | 9,495         | 2,170,000                    | 12            | 312       | 7                                     |
| محافظة حجة          | حجة      | 10,141        | 2,415,000                    | 31            | 160       | 19                                    |
| محافظة إب           | إب       | 6,484         | 3,118,000                    | 20            | 253       | 17                                    |
| محافظة مأرب         | مأرب     | 20,023        | 367,000                      | 14            | 59        | 4                                     |
| محافظة ريمة         | الجبين   | 2,442         | 642,000                      | 6             | 89        | 2                                     |
| محافظة حضرموت       | المكلا   | 193,032       | 1,692,000                    | 28            | 2         | 27                                    |
| محافظة تعز          | تعز      | 12,605        | 3,497,000                    | 23            | 233       | 14                                    |
| محافظة صعدة         | صعدة     | 15,022        | 1,258,000                    | 15            | 122       | 12                                    |
| محافظة صنعاء        | صنعاء    | 15,052        | 1,231,000                    | 16            | 146       | 10                                    |
| محافظة أبين         | زنجبار   | 21,939        | 619,000                      | 11            | 1         | 10                                    |
| محافظة الضالع       | الضالع   | 4,786         | 835,000                      | 9             | 37        | 7                                     |
| محافظة المهرة       | الغيظة   | 82,405        | 180,000                      | 9             | 6         | 5                                     |
| محافظة أرخبيل سقطرى | حديبو    | 3650          | 44,120                       | 2             | 3         | 2                                     |
| محافظة لحج          | الحوطة   | 15,210        | 1,091,000                    | 15            | 29        | 9                                     |
| محافظة شبوة         | عتق      | 47,728        | 698,000                      | 17            | 8         | 10                                    |
| الإجمالي            | الإجمالي | 555,000       | 31,931,120                   | 333           | 1,996     | 225                                   |

## الجزر والقرى والمحلات
| #        | المحافظة             | عدد القرى   | عدد المحلات | عدد الجزر |
| -------- | -------------------- | ----------- | ----------- | --------- |
| 1        | محافظة إب            | 2,724       | 14,957      | 0         |
| 2        | محافظة أبين          | 3,030       | 1           | 0         |
| 3        | محافظة أمانة العاصمة | 52          | 125         | 0         |
| 4        | محافظة البيضاء       | 1,495       | 1,838       | 0         |
| 5        | محافظة تعز           | 1,990       | 15,187      | 2         |
| 6        | محافظة الجوف         | 488         | 2,080       | 0         |
| 7        | محافظة حجة           | 3,798       | 10,491      | 67        |
| 8        | محافظة الحديدة       | 2,302       | 3,605       | 112       |
| 9        | محافظة حضرموت        | 3,364       | 12          | 0         |
| 10       | محافظة ذمار          | 3,377       | 10,342      | 0         |
| 11       | محافظة شبوة          | 3,489       | 223         | 5         |
| 12       | محافظة صعدة          | 1,212       | 5,630       | 0         |
| 13       | محافظة صنعاء         | 2,177       | 5,387       | 0         |
| 14       | محافظة عدن           | 0           | 0           | 23        |
| 15       | محافظة لحج           | 4,158       | 1,833       | 0         |
| 16       | محافظة مأرب          | 477         | 1,943       | 0         |
| 17       | محافظة المحويت       | 1,214       | 3,506       | 0         |
| 18       | محافظة المهرة        | 530         | 4           | 0         |
| 19       | محافظة عمران         | 1,646       | 4,266       | 0         |
| 20       | محافظة الضالع        | 1,691       | 1,229       | 0         |
| 21       | محافظة ريمة          | 739         | 6,158       | 0         |
| 22       | محافظة أرخبيل سقطرى  | 840         | 0           | 7         |
| الإجمالي | الإجمالي             | 40,793 قرية | 88,817 محلة | 216 جزيرة |

## التاريخ

### المخاليف
المخلاف مصطلح تقسيم إداري قديم في اليمن حيث كان اليمنيون يسمون الناحية من بلادهم بالمخلاف مضافاً إلى اسم ابي القبيلة أو اسم المكان أو إلى زعيم مشهور أو بلدة معروفة. وقد ورد اسم المخلاف في الكتابات القديمة المزبورة على الحجارة بصيغة «خلف» اسماً للناحية وقد تفردت اليمن بتسمية المخاليف 
كان في اليمن واحد وثمانين مخلافاً واختلف الكتاب المؤرخون في تحديد عددها تماماً.
المخلاف في تاريخ اليمن ليس له حدود ثابتة بارزة المعالم، تميزة عن غيره من المخاليف، فقد يكون في وقت ما يشمل مقاطعات كثيرة، وقد تضيق مساحته وتقتصر على عدد محدود من القرى وقد يدخل تحت المخلاف عدد من المخاليف.
واحياناً تتداخل المخاليف، فيشمل بعضها اجزاء من مخاليف أخرى، مثل «مخلاف ذي رعين» حيث كان يشمل مخلاف العود ومخلاف حجر، ويافع العليا والسفلى، ومخلاف جيشان، فتقلص المخلاف ولم يبقى منه سوى عدد من القرى في مدينة يريم.

### الاحتلال البريطاني للجنوب
حينما غزت بريطانيا عدن واستولت عليها سنة 1938 لم تركن إلى حصانة عدن ومناعتها وحدها ولا قوة بريطانيا العسكرية فيها ولكنها اخذت تمد نفوذها إلى مناطق شاسعة من اليمن فاستولت على ما أسمته فيما بعد بـ «المحميات التسع» التابعة لمستعمرة عدن باعتبار ما كانت عليه حتى 1880، وبعد هذا التاريخ بسطت حمايتها فيما بعد على كثير من المناطق المجاورة الأخرى بين مشيخة وإمارة وسلطنة عن طريق مشائخها وامرائها الذين ارتبطت معهم بإحلاف ومعاهدات وربطتهم بحكومة عدن، وجعلت من كياناتها شبه مستقلها عن بعضها البعض، وتغيرت تباعاً مسمياتها من مخاليف إلى إمارات وسلطنات، لتكون حصوناً لحماية مستعمرة عدن، وصارت تدعى المحميات الغربية والشرقية، فالمحميات الغربية هي: سلطنة لحج ومركزها الحوطة، ويتبعها سلطنة الصبيحة ومركزعا طور الباحة، وسلطنة الحواشب ومركزها المسيمير.
ثم سلطنة الفضلي (مخلاف أبين)، وكان مركزها شقرة، ثم زنجبار ويافع العليا ومركزها المحجبة، ويافع السفلى ومركزها القارة، والعوالق العليا ومركزها نصاب، والعوالق السفلى ومركزها أحور ثم المحفد، وكانت العوالق العليا والسفلى تدعى «مخلاف أحور»، وبيحان ومركزها بيحان القصاب، ومشيخة العواذي ومركزها زارة، ومشيخة دثينة ومركزها مودية، وإمارة الضالع ومركزها الضالع.
والمحميات الشرقية هي: سلطنة الواحدي ومركزها بئر علي وأحياناً تنقل إلى حبان، وسلطنة الكثيري ومركزها سيئون وسلطنة القعيطي ومركزها المكلا وسلطنة المهرة ومركزها القشن.

### العهد العثماني في الشمال
كانت المخاليف (جمع مخلاف) هي الوحدة الإدارية في اليمن حتى عاد نفوذ الدولة العثمانية للمرة الأخيرة، وذلك في أعقاب استيلاء البريطانيين على عدن، فقسمت ما كانت تحكمه من اليمن (ولاية اليمن) إلى أربعة ألوية (جمع لواء)، وهي كالتالي:
1. لواء صنعاء ومخاليفه:
  - ومركزه مدينة صنعاء، ويشمل إلى جانب قضاء صنعاء أقضية:
    - قضاء حراز - قضاء كوكبان - قضاء آنس - قضاء حجة - قضاء ذمار -قضاء يريم - قضاء رداع - قضاء عمران.
2. لواء عسير ومخاليفه:
  - ومركزه مدينة أبها ويشمل أقضية:
    - قضاء محايل - قضاء رجال ألمع - قضاء بني شهر - قضاء غامد - قضاء صبيا - قضاء القنفذة
3. لواء الحديدة ومخاليفها:
  - ومركزه مدينة الحديدة ويشمل ثمانية أقضية:
    - قضاء زبيد - قضاء اللحية - قضاء الزيدية - قضاء جبل ريمة - قضاء حجور - قضاء بيت الفقيه - قضاء باجل - قضاء أبو عريش (جيزان ونواحيها).
4. لواء تعز ومخاليفها:
  - ومركزه مدينة تعز وكان يضم خمسة أقضية إلى جانب قضاء تعز:
    - قضاء إب - قضاء العدين - قضاء قعطبة - قضاء الحجرية - قضاء المخا.

حيث أن القضاء الواحد يشمل عادة على ناحيتين أو ثلاث، وتتكون الناحية من عدة عزل، وتختلف من حيث كثرتها من ناحية إلى أخرى.
وتتكون العزلة من عدد غير محدود من القرى.
وكان يسمى الحاكم العثماني في اليمن (والي)، ومقر حكمة (ولاية)، وكان يسمى حاكم اللواء (متصرف) وحاكم القضاء (عامل).

### المملكة المتوكلية

#### الإمام يحيى
حينما هزمت الدولة العثمانية في الحرب العالمية الأولى سنة 1918 سلمت ما كانت تحكمه في اليمن (ولاية اليمن) إلى الإمام يحيى حميد الدين، فعدل وبدل وغير في النظام، فاستبدل أمير اللواء ب«المتصرف»، والعامل ب«القائم مقام»، وفصل «قضاء إب» من «لواء تعز» سنة 1340هـ وجعله مرتبطاً بلواء ذمار، ثم بصنعاء مباشرة، وزاد في عدد الألوية، فجعل بلاد صعدة لواء عرف ب«لواء الشام»، وكان حاكمه يدعى ناظرة الشام.
لما استحدث «لواء ذمار» وربط به «قضاء إب» كما ربط به «قضاء زبيد» وكذلك وصاب العالي ووصاب السافل وعتمة، ثم ربط به أيضاً «بلاد البيضاء» بعد امتداد نفوذ الإمام أليها سنة 1342 هـ ولم يلبث هذا اللواء بهذا الإتساع إلا فترة قصيرة، كان أمير هذا اللواء عبد الله الوزير فلما عينه الامام يحيى في أعمال أخرى، ففصل عنه «قضاء إب» وربطه بصنعاء، وفصل عنه عتمة، وأعيد «قضاء زبيد» إلى «لواء الحديدة» كما كان، وجعلت «قضاء البيضاء» قضاء مستقلاً مرتبطاً بالعاصمة، حتى لم يبق منه إلا قضاء ذمار فقط، فتولى إدارته شقيقه الأكبر محمد بن أحمد الوزير، كما ربطت «ذمار» نفسها ب«لواء صنعاء».
ثم في 1921 / 1339هـ أستحدث الإمام يحيى حميد الدين «لواء حجة» بعد أن أضاف إليه «قضاء حجور» والشرفين وناحية كُحلان، وناحية الأهنوم، وحبور، والسودة، وقد أناطه بإبنه الأكبر أحمد يحيى حميد الدين بعد أن قضى على تمرد محسن بن ناصر شيبان، ثم ضم إليه «قضاء ميدي» وناحية عبس، بعد امتداد نفوذ الإمام إليها عام 1241هـ.
وفي سنة 1357 هـ أرسل الإمام يحيى حميد الدين إبنه الحسن والياً على إب وجعلها مركز لواء، وضم إليها «قضاء العدين» و«قضاء ذي السفال»، وكانا تابعين «للواء تعز»، كما ضم إليها «قضاء يريم» وقضاء النادرة وقضاء قعطبة.
وسلخ من قضاء رداع «مخلاف الحبيشية وبعض من مخلاف الرياشية» وجعلهما ناحية مركزها دمت، وأضافها إلى «لواء إب» وأخذ بعض عزل من يريم، وبعض عزل من مغرب عنس، وبعض عزل من حبيش، وجعلها ناحية عرفت «بناحية القفر» وكان مركزها ربابة، ثم نقل المركز إلى رحاب.

#### الإمام أحمد
في عهد الإمام أحمد حول مخلاف الشعر إلى ناحية، مركزها الرضائي، ومخلاف بعدان إلى ناحية مركزها "العزلة"، وجعلهما تابعين للواء إب" مباشرة.
وجعل من البيضاء مركز لواء بعد أن ضم إليها «قضاء رداع» بناحيتيه (ناحية جبن - ناحية السوادية)، وجعل المحويت «لواء» سنة 1360هـ بعد أن أضاف إليها قضاء كوكبان، وقضاء الطويلة، وناحية حفاش.وناحية ملحان
فأصبحت في الأخير اليمن مقسمة إلى 8 ألوية كالتالي:
| - لواء صنعاء - لواء ذمار | - لواء تعز - لواء إب | - لواء الحديدة - لواء المحويت | - لواء الشام (صعدة) - لواء حجة |

### العهد الجمهوري
حينما قامت ثورة 26 سبتمبر سنة 1962 زاد عدد ألوية اليمن بإضافة (لواء مأرب - لواء الجوف - لواء الببيضاء) وأصبحت 11 لواء كالتالي:
| - لواء صنعاء - لواء حجة - لواء ذمار - لواء البيضاء - لواء مأرب | - لواء الجوف - لواء صعدة - لواء المحويت - لواء إب - لواء تعز - لواء الحديدة |

وسمي حاكم اللواء محافظاً، وفي السنوات الأخيرة أستبدلت «النواحي» بـ«الأقضية»، وأصبح «العامل» يدعى «مدير الناحية».

### بعد استقلال جنوب اليمن

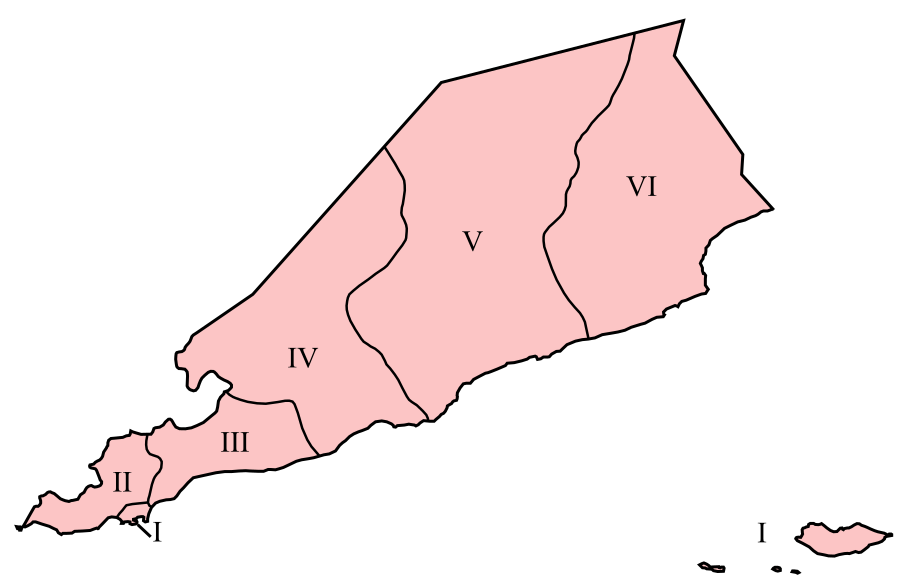
تقسيم المحافظات (1967 وحتى 1978)

حينما استقل الشطر الجنوبي من اليمن في 1967 ألغيت التقسيمات القديمة التي استحدثها البريطانيون وقسمت الدولة إلى ست محافظات مقسمة إلى مديريات وأعطي لكل منها رقم وذلك من عام 1967 وحتى 1978.
فكانت كالتالي:
- المحافظة الأولى: عدن (العاصمة)، وضواحيها: المعلا، التواهي، الشيخ عثمان والبريقة، عمران، رأس العارة، دار سعد، العماد، جزيرة سقطرى.
- المحافظة الثانية: لحج، الصبيحة، الحواشب، الضالع، ردفان، الشعيب.
- المحافظة الثالثة: أبين، أحور، دثينة، العواذل، يافع.
- المحافظة الرابعة: بيحان، بير علي، شبوة، عربة العوالق، وادي جردان، وادي عزان، حبان، وادي ميفعة.
- المحافظة الخامسة: وادي دوعن، وادي حجر، وادي المسيلة، وادي حضرموت، الكرب، الصيعر، المناهيل، الشحر.
- المحافظة السادسة: المهرة.

ثم استبدلت في 1979 بأسماء عربية كالتالي: محافظة عدن، محافظة لحج، محافظة أبين، محافظة شبوة، محافظة حضرموت، محافظة المهرة، وقد ألحق الضالع بمحافظة لحج، كما ألحقت بيحان بشبوة، والعوالق بأبين، أما بعد الوحدة اليمنية 1990، فقد سميت «الناحية» بـ«المديرية» وعاملها بـ«مدير المديرية».

### الجمهورية اليمنية
بقرار جمهوري في 1998 قسمت الجمهورية اليمنية بعد الوحدة إلى 19 محافظة إضافة إلى أمانة العاصمة صنعاء، وكل محافظة تضم عدد من المديريات واجمالي عدد المديريات 286 مديرية:
1. محافظة إب وعاصمتها إب، 18 مديرية.
2. محافظة البيضاء وعاصمتها البيضاء، 11 مديرية.
3. محافظة أبين وعاصمتها زنجبار، 10 مديريات.
4. محافظة تعز وعاصمتها تعز، 20 مديرية.
5. محافظة الجوف وعاصمتها الحزم، 12 مديرية.
6. محافظة حجة وعاصمتها حجة، 29 مديرية.
7. محافظة الحديدة وعاصمتها الحديدة، 22 مديرية.
8. محافظة حضرموت وعاصمتها المكلا، 29 مديرية.
9. محافظة ذمار وعاصمتها ذمار، 9 مديريات.
10. محافظة شبوة وعاصمتها عتق، 16 مديرية.
11. محافظة صعدة وعاصمتها صعدة، 14 مديرية.
12. محافظة صنعاء وعاصمتها صنعاء، 19 مديرية.
13. محافظة الضالع وعاصمتها الضالع، 9 مديريات.
14. محافظة عدن وعاصمتها عدن، 8 مديريات.
15. محافظة عمران وعاصمتها عمران، 19 مديرية.
16. محافظة لحج وعاصمتها الحوطة، 13 مديرية.
17. محافظة مأرب وعاصمتها مأرب، 12 مديرية.
18. محافظة المحويت وعاصمتها المحويت، 8 مديريات.
19. محافظة المهرة وعاصمتها الغيضة، 9 مديريات.
20. أمانة العاصمة صنعاء، وتقسم إلى 9 مناطق (منطقة صنعاء القديمة، آزال، الصافية، السبعين، الوحدة، التحرير، معين، الثورة، شعوب).

في عام 2004، تم استحداث محافظة ريمة بقرار جمهوري، وتقع في الجزء الغربي من الجمهورية اليمنية، وتبعد عن العاصمة صنعاء بحدود (200) كيلو متراً، وتقسم المحافظة إلي (6) مديريات، وتعد مدينة الجبين مركز المحافظة. وفي ديسمبر 2013، صدر قرار باستحداث محافظة أرخبيل سقطرى التي كانت تتبع محافظة حضرموت وتنقسم إدارياً إلى مديريتين، وعاصمتها حديبو. لتصبح عدد المحافظات 22 محافظة شاملة أمانة العاصمة صنعاء. ويبلغ عدد المديريات 333 مديرية.